# Jean Trévoux
Jean Claude Marie Trévoux (Le Petit-Quevilly, 27 de febrero de 1905-Ciudad de México, 29 de octubre de 1981) fue un piloto de rally y carreras francés. Fue ganador de cuatro ediciones del Rally de Montecarlo.

## Biografía
Nacido en Le Petit-Quevilly, Normandía en 1905; comenzó su carrera deportiva a principios de 1932 conduciendo un Bugatti y ganando la carrera Criterium Paris to Nice. También condujo un Bentley Blower en las 24 Horas de Le Mans ese año, pero chocó en la primera vuelta.
En 1934, Jean consiguió la primera de sus cuatro victorias en Montecarlo, como copiloto de Louis Gas. En 1939 obtuvo una victoria conjunta con Joseph Paul. Después de que las carreras regresaron después de la Segunda Guerra Mundial, obtuvo otras dos victorias, conduciendo un Hotchkiss y Delahaye 175 respectivamente.
También tuvo éxito en el Rally de Marruecos de 1935 y 1937, y el Criterium International de Tourisme Paris-Nice 1934.
Emigró en México a fines de la década de 1940, se casó con una mujer mexicana y abrió un restaurante en la Ciudad de México llamado Restaurant Bar La Cucaracha.
Más tarde creó una concesionaria de autos importados llamada Autos Francia, se asoció con Enrique Martín Moreno, quien fue uno de los organizadores de la Carrera Panamericana, y en 1957 hizo un regreso único a las carreras con fines promocionales, terminando segundo de clase al volante de un Renault.
Falleció en la Ciudad de México el 29 de octubre de 1981, a los 76 años.